# روالد بولسين (لاعب كرة قدم)
روالد بولسين (بالنرويجية البوكمول: Roald Paulsen)‏ هو لاعب كرة قدم نرويجي في مركز الهجوم، ولد في 6 نوفمبر 1938. شارك مع منتخب النرويج تحت 19 سنة لكرة القدم ومنتخب النرويج تحت 21 سنة لكرة القدم ومنتخب النرويج لكرة القدم. أما مع النوادي، فقد لعب مع نادي بران.

## وصلات خارجية
- روالد بولسن على موقع اتحاد النرويج (النرويجية)
- روالد بولسن على موقع قاعدة بيانات كرة القدم.إي يو (الإنجليزية)